# 360
El 360 (CCCLX) fou un any de traspàs començat en dissabte del calendari julià.

## Esdeveniments
- Julià l'Apòstata venç els alamans.
- Eudoxi d'Antioquia succeeix a Macedoni I com a arquebisbe de Constantinoble.[1]